# THSR 700T
O THSR 700T (em chinês:  台灣高鐵700T型電聯車) é um trem-unidade-elétrico de alta velocidade, feito para a ferrovia de alta velocidade de Taiwan, derivado do Shinkansen japonês. O 700T é baseado principalmente no Shinkansen séries 700, com o "T" se referindo a Taiwan. Os trens foram fabricados no Japão pela Kawasaki Heavy Industries, Nippon Sharyo e Hitachi, sendo a primeira vez que a tecnologia japonesa do Shinkansen foi exportada para outro país. 30 composições foram entregues à operadora da ferrovia, a THSRC. Os trens percorrem a ferrovia a uma velocidade comercial de 300 km/h desde o início da operação em 5 de janeiro de 2007.

## História
O Bureau da Ferrovia de Alta Velocidade (sigla em inglês: BOHSR) começou a conceber a ferrovia de alta velocidade de Taiwan como uma concessão construir-operar-transferir em outubro de 1996. Os dois concorrentes à concessão eram o Taiwan High Speed Rail Consortium (THSRC) e o Chungwa High Speed Rail Consortium (CHSRC). A proposta do THSRC era baseada na tecnologia ferroviária de alta velocidade do Eurotrem, um consórcio da GEC-Alsthom, a principal fabricante do francês TGV e a Siemens, a principal fabricante do alemão ICE. A proposta da CHSRC era baseada na tecnologia japonesa do Shinkansen fornecida pelo Taiwan Shinkansen Consortium (TSC), um consórcio de empresas japonesas. O THSRC foi indicado como o licitante escolhido em setembro de 1997, então, após ser reconstituída como Taiwan High Speed Rail Corporation (THSRC), assinou o contrato da concessão BOT com o BOHSR em 23 de julho de 1998. Após uma oferta do governo japonês de fornecer empréstimos a preços baixos caso a THSRC adotasse a tecnologia japonesa, mesmo tendo assinado um acordo com o Eurotrem, a THSRC decidiu mudar a tecnologia em junho de 1999. A empresa anunciou em 28 de dezembro de 1999 que estava no estágio final da negociação com o TSC. O contrato, que incluía o fornecimento do material-rodante, foi assinado em 12 de dezembro de 2000. A controversa decisão da THSRC foi desafiada pelo Eurotrem sem sucesso nos tribunais, mas posteriormente foi decidido que a THSRC deveria pagar por danos ao consórcio.
Enquanto que a oferta do TSC ao CHSRC em 1997 era baseada no Shinkansen séries 500, sua oferta para a THSRC de 1999 era baseada no mais moderno séries 700. A THSRC manteve as especificações europeias, então os trens tinham de ser projetados de acordo com os padrões europeus.
Em 30 de janeiro de 2004, uma cerimônia de lançamento aconteceu na fábrica em Hyogo da Kawasaki Heavy industries. O primeiro trem foi enviado à Taiwan em maio de 2004. Testes com o 700T começaram na THSR em 27 de janeiro de 2005, na seção entre Tainan e Kaohsiung, após quatro meses de atrasos. Durante os testes, um recorde nacional de 315 km/h foi estabelecido em 30 de outubro de 2005. Todas as 30 composições tinham sido entregues à Taiwan em 2006. A operação do 700T começou em 5 de janeiro de 2007, com uma velocidade comercial de 300 km/h.
Em novembro de 2008, a THSRC anunciou que a empresa estava considerando a encomenda de mais seis a 12 trens aos fornecedores japoneses em 2011, com o objetivo de lidar com o aumento de demanda que era esperado para a época. Em maio de 2012, uma encomenda de 4 trens com 12 vagões foi feita para a Kawasaki Heavy Industries (estrutura e mecânica) e para a Toshiba (partes elétricas e eletromecânicas), com um custo estimado de 19 bilhões de ienes. É esperado que os trens sejam entregues entre dezembro de 2012 e 2015.

## Especificações
O THSR 700T é baseado no Shinkansen séries 700 operado pela JR Central e pela JR West no Tokaido Shinkansen e no Sanyō Shinkansen no Japão. Entretanto, motores mais poderosos e freios de indução nos vagões permitem uma velocidade máxima mais alta. Para a operação de até 300 km/h, uma série de caraterísticas foram derivadas do Shinkansen séries 500, como os truques ou os pantógrafos no topo dos vagões 4 e 9 em forma de T e com aerodinâmica otimizada para reduzir a emissão de ruídos. O sistema D-ATC (controle digital automático de trens em inglês) foi derivado daquele presente no Shinkansen séries 800. Assim como o Shinkansen séries 700, uma composição do 700T é composta por sub-composições de 4 vagões, cada uma com três vagões com motor e um sem.

Por causa dos requisitos de segurança europeus adotados pela THSRC, os trens foram equipados com vários dispositivos de segurança adicionais, que não estavam presentes nos Shinkansen do Japão. O sistema ATC ganhou controle de cruzeiro e controle de paragem nas estações além de poder ser usado na operação bi-direcional. Também há um dispositivo de vigilância do condutor. Os truques são equipados com um sistema de detecção de instabilidade, e os pantógrafos tem um sistema que abaixa o pantógrafo de trás caso houver a detecção de uma falha no da frente. Os trens tem dispositivos de absorção de impacto em caso de colisões em baixa velocidade e também são equipados com freios de estacionamento. Para aumentar a segurança contra os incêndios, materiais à prova de fogo e fumaça foram usados para compor o interior, os trens também foram projetados com barreiras corta-fogo. Todos os trens são equipados com detectores de fogo e fumaça e tem um sistema de ventilação de emergência alimentado por baterias. As portas entre os vagões podem ser controladas de qualquer vagão, não apenas da cabine do condutor, e são equipadas com um sistema de detecção de obstáculos que pode impedir o fechamento das portas. Além disso, o trem é equipado com janelas de saída de emergência, que podem ser quebradas com martelos para servirem como saída em casos extremos. Os pantógrafos podem ser operados remotamente.

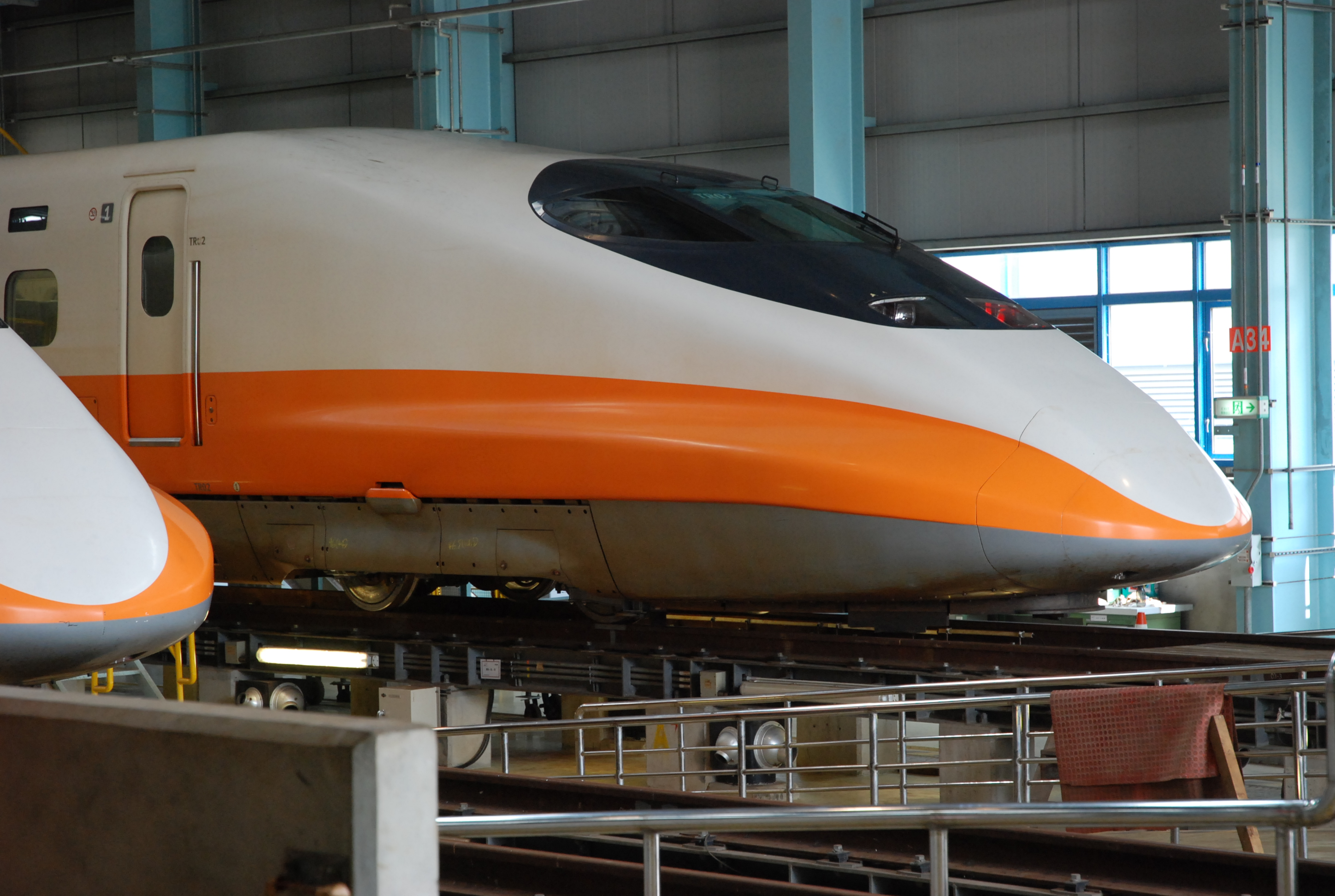
Nariz de um THSR 700T

Outras alterações foram feitas no sistema de climatização para se adaptar ao clima mais quente de Taiwan, como aumento de força e mudança de alguns componentes. Assim como outros trens Shinkansen, ambos os vagões finais são vagões sem motores e tem menos capacidade de frear.
Os túneis da THSR foram construídos de acordo com padrões europeus, tendo um diâmetro maior do que os túneis japoneses. O "nariz" dos trens foram otimizados aerodinamicamente para as diferentes seções dos túneis, o que permitiu um nariz mais curto de 8 m de comprimento. O nariz mais curto, a ausência de uma janela deslizante e de uma porta extra para o condutor, deixaram mais espaço para os passageiros.
Todos os vagões tem uma configuração de assento de 2+2 ou 2+3, assim como nos Shinkansen séries 700. Os banheiros estão instalados nos vagões de número ímpar. No vagão 7 há quatro assentos acessíveis a cadeirantes, além de duas cadeiras de rodas dobráveis. O banheiro ao lado da área dos deficientes foi feito para ser acessível a cadeirantes, com portas deslizantes automáticas, mais espaço para permitir o movimento da cadeira de rodas, além de corrimãos. O trem não tem restaurantes nem bares, mas é equipado com máquinas automáticas, passageiros do vagão de classe de negócios tem serviço de bordo.
O consumo per capita de energia de um 700T totalmente carregado representa 16% do consumo de carros e metade do dos ônibus, as emissões de dióxido de carbono representam 11% e um quarto respectivamente.

## Operação
Em abril de 2010, os trens THSR 700T estavam em operação sem terem sofrido nenhum acidente grave. Durante o terremoto de 2010 de Kaohsiung, em 4 de março de 2010, as rodas de um truque de um trem saiu dos trilhos durante a frenagem de emergência, mas não houve ferimentos e o trem chegou à próxima estação após uma hora de reparos.
Em novembro de 2010, após reclamações relacionadas a filas de espera nos banheiros, a THSRC mudou a designação de sexo dos banheiros dos trens 700T. Na configuração original, em cada vagão com banheiros, havia um banheiro masculino com mictórios e dois banheiros unisex; um deles foi transformado num banheiro feminino.

## Simulador de trem
Um simulador do THSR 700T, chamado Railfan: Taiwan High Speed Rail, foi sedenvolvido pela empresa taiwanesa Actainment juntamente com a japonesa Ongakukan em 2007, baseado na série Train Simulator. O jogo foi lançado para Playstation 3 na Ásia (Hong Kong, Taiwan e Cingapura) em 12 de julho de 2007, e no Japão em 1 de novembro de 2007.

## Galeria

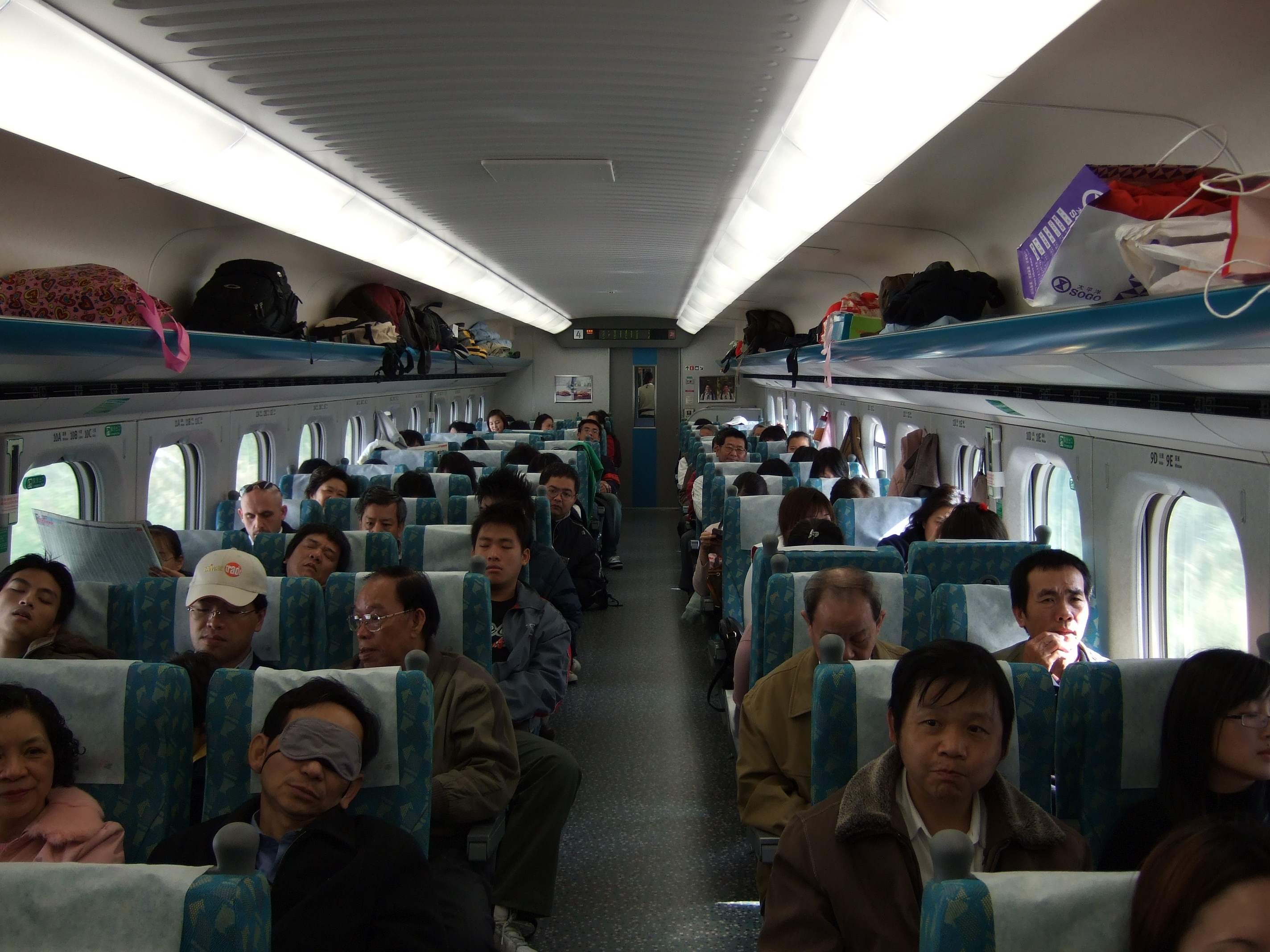
Interior de um vagão de classe econômica
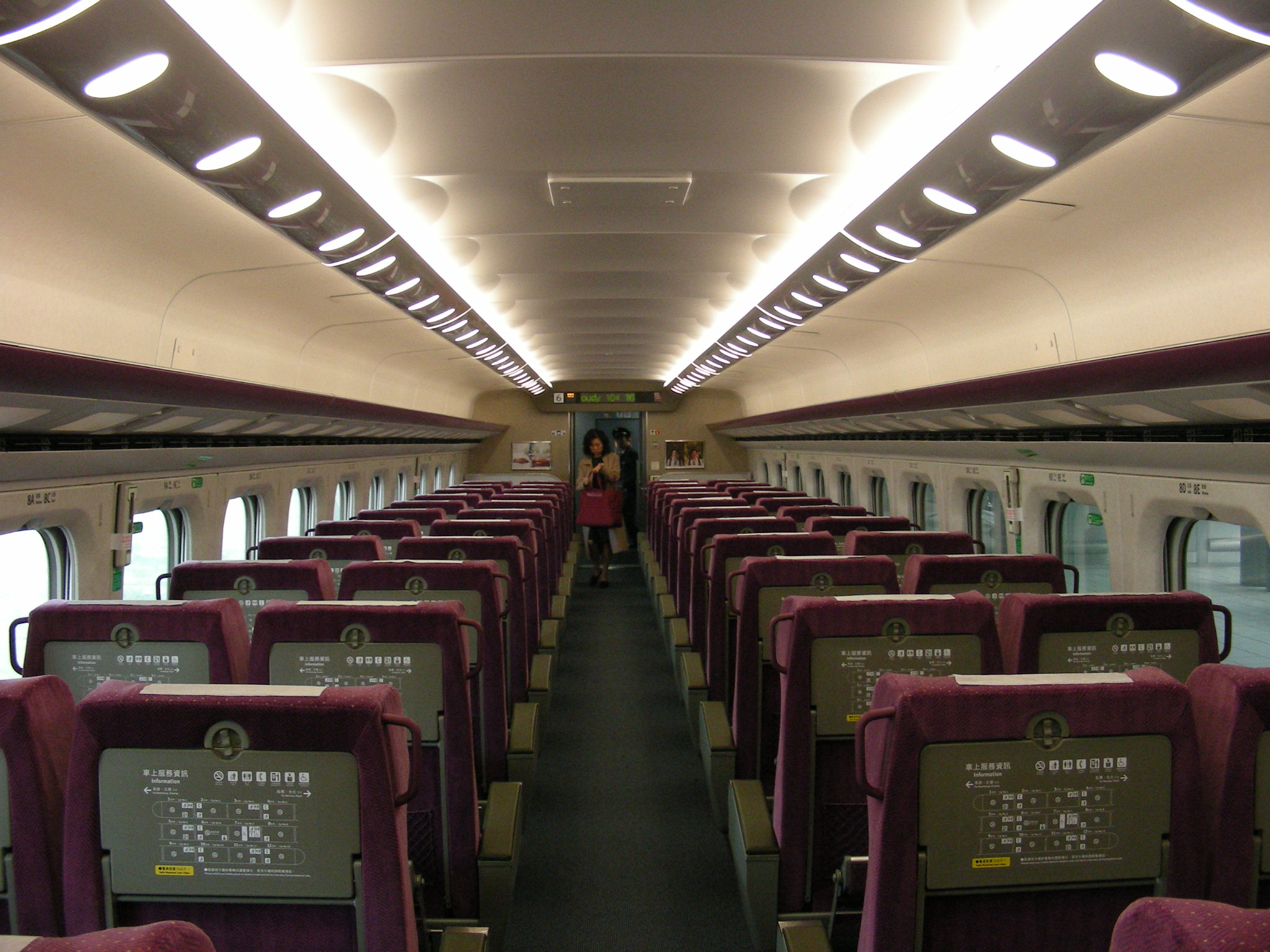
Interior de um vagão de classe de negócios
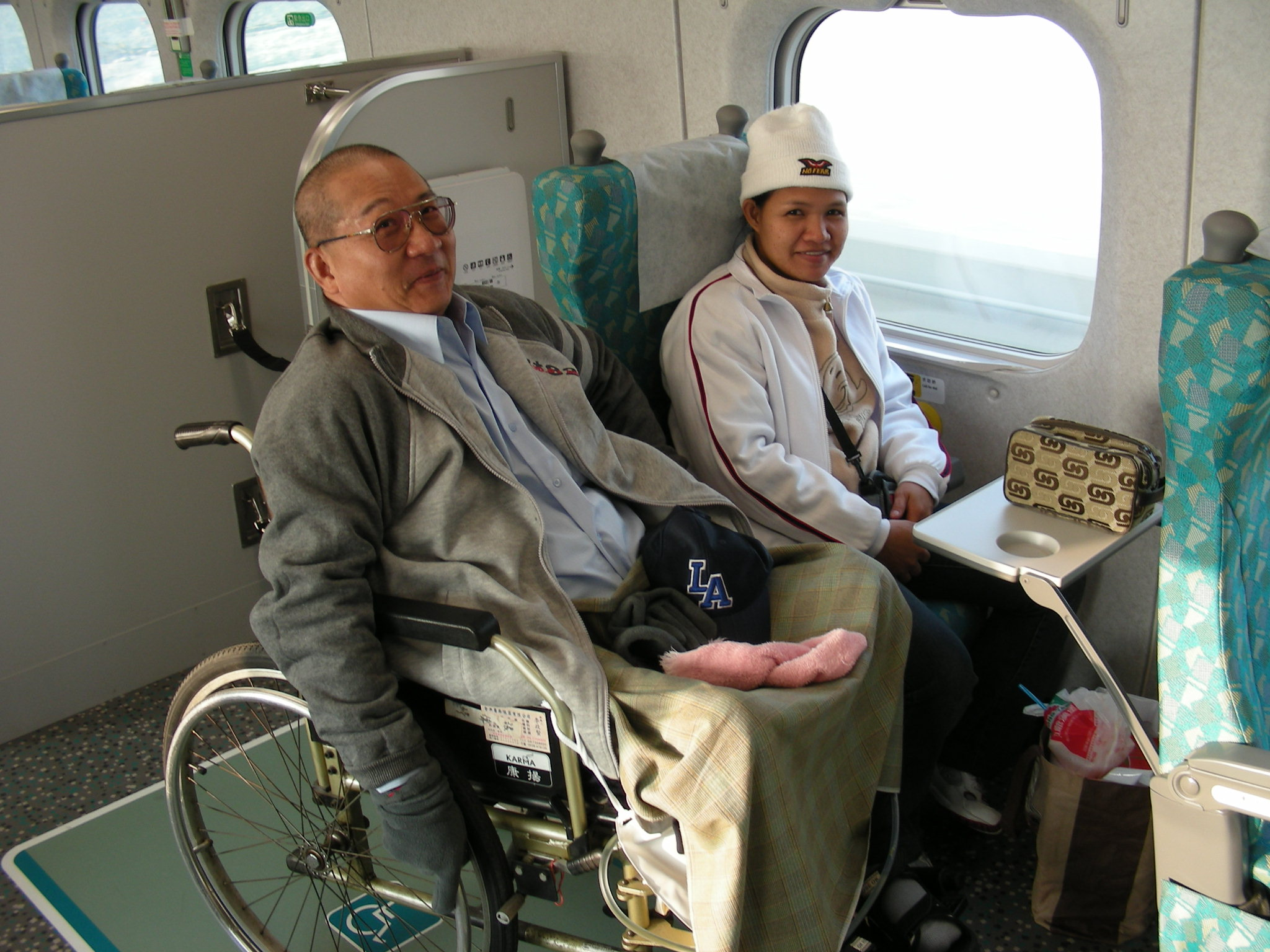
Espaço para cadeirantes